# FK Sewastopol
PFK Sewastopol (ukr. Т.о.в. Професійний футбольний клуб «Севастополь» м. Севастополь, Sp.z o.o. Profesijnyj Futbolnyj Kłub "Sewastopol" m. Sewastopol, ros. Профессиональный Футбольный Клуб «Севастополь», krym. PFK "Sevastopol") – ukraiński klub piłkarski z siedzibą w Sewastopolu. Założony w lipcu 2002 roku. 26 czerwca 2014 został rozwiązany.
Występował w sezonie 2010/2011 oraz 2013/2014 w rozgrywkach ukraińskiej Premier-lihi.

## Historia
Chronologia nazw:
- lipiec 2002-26.06.2014: PFK Sewastopol (ukr. ПФК «Севастополь»)

Do sezonu 2001/02 Sewastopol reprezentował klub Czajka Sewastopol, który miał duże problemy finansowe i występował bardzo źle. Zajął ostatnie miejsce w Drugiej Lidze i został pozbawiony statusu profesjonalnego.
W lipcu 2002 roku został zarejestrowany nowy klub PFK Sewastopol i zgłoszony do rozgrywek w Drugiej Lidze od sezonu 2002/03. Prezesem klubu został Ołeksandr Krasylnykow – prezes "KrymNaftoSerwisu", który rozliczył wszystkie zadłużenia i rozwiązał problemy finansowe klubu. Zaproszony nowy znany trener Wałerij Petrow oraz znani i doświadczeni piłkarze, m.in. Serhij Łeżencew, Andrij Oparin, Ołeksandr Kundenko, Hennadij Kundenko, Serhij Jesin, Dmytro Nazarow. 5 sezonów klub występował w rozgrywkach Drugiej Lihi. Dopiero od sezonu 2007/08 klub występuje w Pierwszej Lidze. W sezonie 2009/10 zdobył awans do Premier-lihi. W 2014 roku klub mimo utrzymania się w ekstraklasie ukraińskiej wycofał się z rozgrywek z powodu aneksji Krymu przez Rosję. 26 czerwca 2014 poinformowano o rozformowaniu klubu, w związku z zaprzestaniem finansowania przez jego właściciela Wadyma Nowinskiego.

## Sukcesy
- Pierwsza Liha:
  - mistrz: 2009/2010, 2012/2013
  - brązowy medalista: 2011/2012

- Druha Liha:
  - mistrz: 2006/2007
  - brązowy medalista: 2005/2006

## Trenerzy
- 07.2002–09.2004:  Wałerij Petrow
- 10.2004–08.2005:  Ołeksandr Hujhanow
- 08.2005–30.09.2008:  Serhij Puczkow
- 30.09.2008–31.12.2009:  Ołeh Łeszczynski (p.o.)
- 01.01.2009–30.04.2009:  Serhij Dijew (p.o.)
- 01.05.2009–06.11.2009:  Ołeh Łeszczynski (p.o.)
- 06.11.2009–19.06.2010:  Ołeh Łeszczynski
- 19.06.2010–12.09.2010:  Serhij Szewczenko
- 12.09.2010–02.12.2010:  Ołeh Łeszczynski (p.o.)
- 21.12.2010–14.06.2011:  Angeł Czerwenkow
- 29.06.2011–17.10.2011:  Ołeksandr Riabokoń
- 18.10.2011–12.06.2012:  Serhij Puczkow
- 12.06.2012–11.08.2013:  Aleh Konanau
- 11.08.2013–20.09.2013:  Hennadij Orbu (p.o.)
- 20.09.2013–27.11.2013:  Hennadij Orbu
- 27.11.2013–14.01.2014:  Serhij Konowałow (p.o.)
- 14.01.2014–26.06.2014:  Angeł Czerwenkow